# Deudorix elioti
Deudorix elioti är en fjärilsart som beskrevs av Corbet 1940. Deudorix elioti ingår i släktet Deudorix och familjen juvelvingar. Inga underarter finns listade i Catalogue of Life.